# Segelfluggelände Fichtelbrunn

i7
i11
i13
Das Segelfluggelände Fichtelbrunn liegt im Weiler Fichtelbrunn im Landkreis Amberg-Sulzbach in der Oberpfalz, etwa 6 km westlich von Sulzbach-Rosenberg. Naturräumlich liegt das Segelfluggelände im nördlichen Teil des Oberpfälzer Juras.

## Flugbetrieb
Das Segelfluggelände besitzt eine 560 m lange, asphaltierte Start- und Landebahn. Es finden Flugzeugschlepp mit Segelflugzeugen sowie Flugbetrieb mit Motorseglern und Ultraleichtflugzeugen statt. Landungen sind nur in Richtung der Piste 09 gestattet, Starts nur in Richtung der Piste 27. Der Betreiber des Segelfluggeländes ist die Luftsportgruppe Sulzbach Rosenberg e. V.
Der Flugplatz ist über die B 14 von Sulzbach-Rosenberg und von Lauf an der Pegnitz (an der A 9) zu erreichen.